# J'adore
J'adore est un parfum de Parfums Christian Dior créé en 1999. J'adore est le parfum féminin le plus vendu en France en 2013 et le second parfum le plus vendu en 2014 puis 2015, dépassé par La Vie est belle de Lancôme.

## Historique
J'adore est créé en 1999 par Calice Becker, et Ann Gottlieb, sous l'impulsion de Sabina Belli, alors directrice internationale des produits parfums chez Dior. Le flacon en verre en forme d'amphore a été créé par Hervé van der Straeten (ancien joaillier), rappelant le parfum Miss Dior.
Un an après sa sortie, le parfum est commercialisé en édition limitée à 500 exemplaires avec un flacon en cristal et fils d'or réalisé par Baccarat. Cette opération est réitérée début 2012 pour une nouvelle édition limitée avec la même cristallerie. Fin 2012, c'est Jean-Michel Othoniel qui réalise, avec Salviati (en), une édition limitée à un peu moins de 1 000 exemplaires du parfum J'adore L'Absolu.
Son nom, qui évoque une émotion spontanée, s’inspire des « Oh ! J’adore ! » lancés par Monsieur Dior lorsqu’il était satisfait d’une robe que lui présentaient ses ouvrières , et de cette célèbre phrase de Jean Cocteau : « Dior, ce génie léger propre à notre temps dont le nom magique combine Dieu et Or. »
Le flacon reprend les courbes sensuelles du New Look, déjà présentes dans la forme amphore des premiers parfums de la maison. Il s’inspire aussi des colliers Massaï qui apparaissent régulièrement dans les collections couture Dior à la fin des années 1990. Enfin, le nom n’apparaît pas sur le flacon, comme pour créer une atmosphère de secret, une intimité entre la fragrance et celle qui la porte. 
Le jus de J’adore est un bouquet floral et fruité où la rose et le muguet, fleurs fétiches du couturier Christian Dior, se marient avec le magnolia, la violette, l’orchidée, l’œillet, et une touche de prune légèrement alcoolisée. François Demachy, parfumeur créateur de la maison, évoque ainsi sa complexité : « C'est un parfum évident, mais pas simple, qui harmonise la parfumerie moderne et ancienne en mariant des produits de synthèse très pointus (telles des aldéhydes aux notes de muguet) à des essences naturelles classiques. »
Il constitue une révolution dans le monde du parfum : à sa sortie, il marque une rupture nette avec les jus aux allures austères qui dominent alors le marché. Les publicités qui l’ont mis en scène mettent en valeur ces dimensions de luxe presque démesuré et de sensualité assumée. Dans la première,  le mannequin Carmen Kass se plonge dans un bain d’or. Puis c’est Charlize Theron qui devient l’égérie du parfum en 2004, apportant à l’image de J’adore une touche de glamour hollywoodien. Pour la campagne de 2011, elle défile dans le château de Versailles, croisant sur son passage Marlene Dietrich, Marilyn Monroe et Grace Kelly. Enfin, en 2014, un nouveau film la met en scène s’élevant hors de la galerie des glaces vers une ville futuriste.
J’adore est aujourd’hui un classique de la parfumerie. Il a connu de nombreuses déclinaisons. En 2007, François Demachy crée une variation plus intense avec J’adore l’absolu, J’adore l’or en 2010, puis une variante plus légère avec J’adore voile de parfum en 2013. En 2014 enfin, la ligne J’adore pour le bain est complétée par une huile sèche pour le corps.
Alors que No 5 de Chanel est pendant plusieurs années numéro 1 des ventes en France, J'adore prend sa place en 2011 avec un chiffre d'affaires de 50,7 millions d'euros et 4 % de part de marché,. En 2013, J'adore a été le parfum le plus vendu en France avec près de 826.000 flacons écoulés, ce qui représente 55 millions d'euros de chiffre d'affaires.